# Rotadiscus grandis
Il rotadisco (Rotadiscus grandis) è un misterioso organismo marino estinto, vissuto nel Cambriano inferiore (circa 520 milioni di anni fa), i cui resti fossili sono stati ritrovati in Cina, soprattutto nel ben noto giacimento di Maotianshan.

## Descrizione
Questo animale era di dimensioni piuttosto grandi in confronto agli altri organismi del suo ambiente: possedeva un diametro di circa 15 centimetri. I fossili mostrano un organismo appiattito, dotato di una superficie dorsale sclerotizzata e coperta da numerose linee radiali  e anelli concentrici. Sembra anche che vi fossero macchie disposte radialmente fra le linee. La superficie ventrale era separata da quella dorsale e possedeva un notevole numero di strutture radiali appaiate. Un sorta di sacca all'interno del disco potrebbe aver rappresentato l'intestino. Alcuni esemplari mostrano tracce di un apparato tentacolare ramificato, che forse pendeva al di sotto del disco o si diramava al di sopra di esso.

## Classificazione
Descritto per la prima volta come un organismo medusoide, il rotadisco è stato in seguito avvicinato al genere Eldonia, un altro enigmatico organismo del Cambriano; Dzik (1991) eresse la nuova classe Eldonioidea per questi due animali, e li considerò facenti parte del gruppo Lophophorata (ossia organismi dotati di lofoforo). Sempre in Cina, nella zona di Guizhou e in strati del Cambriano medio, sono stati ritrovati animali simili, descritti come Pararotadiscus guizhouensis.

## Stile di vita
Gli enigmi posti da Rotadiscus riguardano anche il suo stile di vita: sull'apparato tentacolare di alcuni esemplari sono stati rinvenuti giovani individui di brachiopodi, e analogamente altri animali dotati di conchiglia sono stati ritrovati su esemplari di Pararotadiscus. Alcuni studiosi, a causa di queste incrostazioni, ritengono che Rotadiscus e Pararotadiscus fossero animali sedentari, che giacevano passivamente sul fondale marino con la parte convessa del disco rivolta verso il basso. Altri studiosi ritengono che questi animali fossero planctonici (ovvero che si lasciassero trasportare dalla corrente) o addirittura pelagici (capaci di nuoto attivo); in questo caso, le conchiglie rinvenute sui dischi avrebbero sviluppato uno stile di vita pseudopelagico. Gli stessi problemi di interpretazione riguardo allo stile di vita sono stati delineati per Eldonia.